# Dario Dester
Dario Dester (Gavardo, 22 luglio 2000) è un multiplista italiano, primatista nazionale del decathlon e dell'eptathlon.

## Biografia
Già nelle gare della categoria allievi dimostrò buone doti da multiplista che lo portarono nel 2017 a conquistare la medaglia d'argento nel decathlon ai campionati italiani di categoria. Negli anni successivi conquistò tre titoli nazionali nella categoria juniores (salto in lungo e decathlon all'aperto ed eptathlon indoor) e tre nella categoria promesse (due nel salto in lungo indoor e uno nell'eptathlon, sempre al coperto). 
Nel 2020 conquistò la sua prima medaglia d'oro nella categoria seniores, vincendo la gara del decathlon ai campionati italiani assoluti di Padova. Nel 2021 arrivò la conferma, con la conquista del titolo di campione italiano dell'eptathlon ai campionati italiani assoluti indoor di Ancona, dove fece registrare il nuovo record italiano assoluto con 6 076 punti. Il 13 giugno 2021, ad Arona, ottiene con 7825 punti il primato personale e la settima miglior prestazione italiana.
Nel 2022 si è classificato sesto nel decathlon agli europei di Monaco di Baviera 2022 stabilendo il nuovo record italiano della specialità con 8218 punti, 49 punti in più rispetto al precedente primato detenuto da Beniamino Poserina e risalente al 1996. Nell'occasione ha migliorato il primato personale in tutte le discipline dei lanci (getto del peso, lancio del disco e lancio del giavellotto). Nel 2024, agli Europei di Roma, migliora ulteriormente il suo record italiano, portandolo a 8235 punti.

## Record nazionali
Seniores
- Decathlon: 8 235 p. ( Roma, 11 giugno 2024)
- Eptathlon indoor: 6 076 p. ( Ancona, 21 febbraio 2021)

Promesse (under 23)
- Decathlon: 8 218 p. ( Monaco di Baviera, 16 agosto 2022)
- Eptathlon indoor: 6 076 p. ( Ancona, 21 febbraio 2021)

Juniores (under 20)
- Decathlon: 7 589 p. ( Borås, 20 luglio 2019)

## Palmarès
| Anno | Manifestazione   | Sede     | Evento         | Risultato | Prestazione | Note                                                      |
| ---- | ---------------- | -------- | -------------- | --------- | ----------- | --------------------------------------------------------- |
| 2019 | Europei U20      | Borås    | Decathlon      | 5º        | 7 589 p.    | Miglior prestazione nazionale under 20                    |
| 2021 | Europei indoor   | Toruń    | Eptathlon      | 7º        | 5 835 p.    |                                                           |
| 2021 | Europei U23      | Tallinn  | Decathlon      | 4º        | 7 936 p.    | Miglior prestazione nazionale under 23                    |
| 2022 | Mondiali indoor  | Belgrado | Eptathlon      | 10º       | 5 929 p.    |                                                           |
| 2022 | Europei          | Monaco   | Decathlon      | 6º        | 8 218 p.    | Record nazionale · Miglior prestazione nazionale under 23 |
| 2022 | Mediterraneo U23 | Pescara  | Salto in lungo | 6º        | 7,13 m      |                                                           |
| 2023 | Europei indoor   | Istanbul | Eptathlon      | dnf       | dnf         |                                                           |
| 2024 | Europei          | Roma     | Decathlon      | 6º        | 8 235 p.    | Record nazionale                                          |

## Campionati nazionali
- 2 volte campione nazionale assoluto del decathlon (2020, 2022)
- 2 volte campione nazionale assoluto indoor dell'eptathlon (2021, 2022)
- 2 volte campione nazionale under 23 indoor del salto in lungo (2020, 2021)
- 1 volta campione nazionale under 23 indoor dell'eptathlon (2020)
- 1 volta campione nazionale juniores del salto in lungo (2019)
- 1 volta campione nazionale juniores del decathlon (2019)
- 1 volta campione nazionale juniores indoor dell'eptathlon (2019)

2017
- 6º ai campionati italiani allievi di prove multiple indoor, pentathlon - 3 261 p.
- 9º ai campionati italiani allievi indoor, salto in alto - 1,85 m
- Argento ai campionati italiani allievi, decathlon allievi - 6 367 p.

2018
- Bronzo ai campionati italiani juniores di prove multiple indoor, eptathlon juniores - 5 039 p.
- 11º ai campionati italiani juniores indoor - salto in lungo - 6,76 m
- Argento ai campionati italiani juniores di prove multiple, decathlon juniores - 7 037 p.
- 6º ai campionati italiani juniores, 400 m hs - 55"06

2019
- Oro ai campionati italiani juniores di prove multiple indoor, eptathlon juniores - 5 489 p.
- 5º ai campionati italiani juniores indoor, salto in lungo - 7,07 m
- Oro ai campionati italiani juniores di prove multiple, decathlon juniores - 7 370 p.
- Oro ai campionati italiani juniores, salto in lungo - 7,48 m
- 8º ai campionati italiani juniores, 110 m hs (99 cm) - 14"69

2020
- Oro ai campionati italiani under 23 di prove multiple indoor, eptathlon - 5 529 p.
- Oro ai campionati italiani under 23 indoor, salto in lungo - 7,68 m
- 6º ai campionati italiani under 23 indoor, salto con l'asta - 4,75 m
- Argento ai campionati italiani assoluti indoor, eptathlon - 5 680 p.
- Oro ai campionati italiani assoluti, decathlon - 7 652 p.
- Bronzo ai campionati italiani under 23, salto in lungo - 7,53 m
- 4º ai campionati italiani under 23, 400 m hs - 53"24

2021
- Oro ai campionati italiani under 23 indoor, salto in lungo - 7,64 m
- Oro ai campionati italiani assoluti indoor, eptathlon - 6 076 p.

2022
- Oro ai campionati italiani assoluti indoor, eptathlon - 6 038 p.
- Oro ai campionati italiani assoluti, decathlon - 8 020 p.

2023
- 5º ai campionati italiani assoluti indoor, 60 m hs - 8"03
- 8º ai campionati italiani assoluti indoor, Salto con l'asta - 4,83 m